# Serenity (film 2005)
Serenity è un film di fantascienza del 2005, diretto da Joss Whedon. È la conclusione della serie televisiva fantawestern Firefly, e fornisce dettagli circa l'universo in essa descritto.
Il film, costato 40 milioni di dollari, è stato distribuito nelle sale cinematografiche per la prima volta in Australia il 29 settembre 2005 e negli Stati Uniti il giorno successivo. Malgrado il successo iniziale al botteghino durante le prime due settimane, il film ha riguadagnato i costi solo attraverso le successive vendite del DVD.
La pellicola ha ricevuto numerosi premi di settore, tra cui Nebula, Hugo e Prometheus.

## Trama
Avanti di 500 anni nel futuro, l'Alleanza, superpotenza nata dalla fusione tra USA e Cina, ha vinto la guerra civile contro le Colonie. Una giovane di nome River Tam sembra essere la maggiore promessa nel gruppo di giovani mentalmente e fisicamente condizionati dagli scienziati dell'Alleanza. Il fratello di River, Simon, giovane e brillante medico, riesce a liberare la sorella e a fuggire con lei a bordo della "Serenity", una nave trasporto della classe "Firefly", capitanata da Malcolm "Mal" Reynolds, un disilluso veterano che ha combattuto, dalla parte dei perdenti, la guerra civile tra pianeti.
Mal sbarca fortunosamente il lunario compiendo piccoli crimini e trasportando passeggeri e merci (senza fare troppe domande). È a capo di un equipaggio esiguo ed eclettico, litigioso, insubordinato, ma fedele fino alla morte e che per lui è quanto di più vicino ad una famiglia.
River mostra subito i suoi poteri telepatici e precognitivi durante una rapina svolta dal gruppo di Mal profittando dell'Adorazione della domenica. L'equipaggio però, abituato a navigare clandestinamente ai margini del sistema, si trova improvvisamente intrappolato tra l'inarrestabile forza militare dell'Alleanza e i Reavers, dei barbari selvaggi e antropofagi che vagano ai limiti dello spazio. Ricercato da nemici completamente differenti, ma ugualmente pericolosi, l'equipaggio scopre presto che il pericolo più grande potrebbe essere proprio a bordo della stessa Serenity e teme per la propria incolumità. River, la giovane ricercata, si dimostra imprevedibile, pericolosa e letale, malgrado le cure del fratello. Sbarcata poco dopo la rapina su un secondo pianeta, la mente sconvolta della ragazza viene misteriosamente attivata da uno spot televisivo trasmesso in un bar, e in un attimo si scatena in una furia omicida che solo il fratello è in grado di bloccare pronunciando una frase chiave che la fa cadere immediatamente in un sonno profondo.
La colluttazione nel bar è però ripresa dalle telecamere e Mal contatta un famoso hacker, Mr. Universe, il quale è specializzato nel catturare i segnali dei flussi video trasmessi tra i mondi. Mr. Universe scopre che lo spot televisivo contiene in realtà un messaggio subliminale messo "in rete" dall'Alleanza con il preciso scopo di provocare la reazione della ragazza e quindi poterla localizzare. Ad ogni modo, rivedendo il video ci si accorge che un attimo prima di reagire la ragazza sussurra la parola "Miranda" (che si scoprirà essere il nome di un pianeta non tracciato).
Il capitano Reynolds, deciso a liberarsi dei due fratelli, inizia, tuttavia, a capire che in River c'è molto più di una cavia fuggita dal laboratorio. Ma sulle loro tracce si pone un temibile agente operativo dell'Alleanza, un uomo senza alcuna pietà, esaltato da una perversa fede nel sistema più che in Dio, che cinicamente nomina spesso il peccato, ma considera opportuna ogni azione pur di raggiungere i fini che l'Alleanza si prefigge.
Rifugiatosi con la ciurma su Haven e ospitato del pastore cristiano Book, Mal viene contattato da Inara, ex membro della Serenity, che con l'evidente pretesto di offrirgli un lavoro, lo invita a recarsi presso il suo santuario buddista. Mal comprende che si tratta di una trappola, tuttavia vi si reca comprendendo che la donna è in pericolo. Infatti qui incontra l'agente operativo dell'Alleanza e ne scopre la micidialità tant'è che dopo i convenevoli di presentazione i due hanno uno scontro fisico durante il quale il capitano ha la peggio ma riesce a fuggire con l'aiuto di Inara.
Mal e gli altri ignorano le ragioni per cui l'Alleanza stia cercando di catturare River. Nel frattempo l'agente operativo che li segue inizia a uccidere tutti i loro contatti per fare terra bruciata attorno all'equipaggio della Serenity. Al ritorno da Book, Mal scopre infatti che la sua piccola comunità, incluso il pastore stesso, è stata sterminata, così come tutti quelli che conoscono e a cui avrebbero potuto chiedere aiuto. Malcolm viene contattato dall'agente e questi si dispiace per le uccisioni commesse ma le giustifica come perdite accettabili per un bene più grande. Il gruppo della Serenity, ormai senza più rifugi, decide di rischiare il tutto per tutto e salpa per il pianeta Miranda ma lo spazio di fronte ad esso pullula di Reavers errabondi. Al fine di raggiungere la destinazione senza destare l'attenzione dei cannibali, la nave viene camuffata in modo macabro coi cadaveri di Haven e della vernice rossa al posto del sangue.
Il piano funziona e la Serenity atterra su Miranda. In una città il gruppo rinviene un video registrato che rivela il motivo per cui l'Alleanza sta cercando River: su Miranda non è fallita la terraformazione come ufficialmente l'Alleanza vuol far credere, bensì è fallito un esperimento sociale con il quale si voleva eliminare artificialmente la violenza e creare quindi una popolazione laboriosa, pacifica e soprattutto obbediente. Infatti il gas utilizzato a tal proposito ha causato il coma del 90% della popolazione (che poi sarebbe morta di fame e sete), mentre il restante 10% esce di senno e si scatena contro i pochi scienziati del progetto sopravvissuti con una primitiva violenza senza freni. Questi esseri umani brutali sarebbero stati conosciuti in seguito come Reavers.
Convinto di dover diffondere il video in broadcast totale a tutti i mondi conosciuti al fine di rendere pubblico quanto l'Alleanza vuol invece insabbiare, Mal contatta Mr. Universe in cerca di aiuto, ma ignora che egli è già stato raggiunto dall'agente operativo e che sta parlando sotto minaccia armata. Sospettando tuttavia di poter cadere in una trappola, Mal fa volutamente fuoco su una nave dei Reavers poco prima di uscire dal loro spazio in modo che la flotta lo insegua. Presso il pianeta di Mr. Universe la flotta dell'Alleanza si prepara a fare fuoco sulla Serenity ma viene colta alla sprovvista dall'arrivo delle imbarcazioni dei Reavers che la inseguono: tra i due eserciti scoppia una battaglia senza esclusione di colpi. In mezzo alla confusione l'Alleanza non riesce a intercettare la nave di Mal. L'agente operativo fugge in una capsula di salvataggio poco prima che il suo vascello salti in aria. La discesa sul pianeta e l'atterraggio della Serenity non vanno al meglio poiché viene colpita da un raggio a impulsi elettromagnetici che ne arresta i motori non lasciandole altro che la sola possibilità di planare. L'equipaggio sopravvive all'impatto con la pista ma l'imbarcazione è ormai è ridotta a un rottame. I Reavers sferrano un nuovo attacco e uccidono il pilota Wash.
Mentre l'equipaggio trattiene i nemici che si scagliano in massa su di loro, Mal si reca nello "studio" di Mr. Universe, rinvenendone però il cadavere tra le apparecchiature distrutte. Tuttavia, prima di spirare, Mr. Universe aveva lasciato un audio messaggio al suo droide, in modo che Mal sapesse dell'esistenza di un'unità alternativa per comunicare con tutti i pianeti. Giunto lì, trova l'agente ad aspettarlo e tra loro si accende una lotta all'ultimo sangue.
Nel frattempo i Reaver hanno quasi sopraffatto i superstiti della Serenity bloccati in un lungo corridoio la cui unica porta di accesso non permette una chiusura totale e ciò permette ai cannibali di sparare colpendo Zoe, Kaylee e Simon. A quel punto River corre verso i Reavers, recupera il kit medico del fratello, glielo lancia e sigilla ermeticamente la porta per poi ingaggiare una sanguinosa lotta da sola contro i nemici.
Nello stesso momento Mal ha avuto la meglio sull'agente, seppur con grande difficoltà, e riesce a inviare il messaggio mentre l'avversario è legato e costretto a guardarlo. Il capitano ritorna dal suo equipaggio, viene aperta la porta della stanza e si scopre che River, sfruttando questa volta coscientemente le sue abilità di combattimento, ha fatto una carneficina dei Reavers. La parete dietro di lei viene però abbattuta con delle cariche ed entrano le truppe dell'Alleanza. Riconoscendosi sconfitto, l'agente ordina via radio ai soldati di abbassare le armi, capendo che ulteriori uccisioni sono inutili poiché il messaggio è stato inviato ai quattro angoli dell'universo conosciuto.
L'operativo, scosso dalla verità ed ormai disilluso, scambia qualche parola con Mal e lo avvisa che farà il possibile per non gettare su di lui una cattiva luce al cospetto del Parlamento dell'Alleanza, ma nel contempo gli intima di non abbassare la guardia perché altri verranno a cercarlo.
Infine, l'equipaggio della Serenity rimette in sesto la nave, seppellisce in tombe commemorative ologrammatiche gli amici caduti e parte verso nuovi orizzonti.

## Produzione
Le riprese si sono svolte dal 3 giugno 2004 al 26 agosto 2004.
Il regista ha dichiarato che:
(Joss Whedon, dalla cartella stampa del film)

## Accoglienza

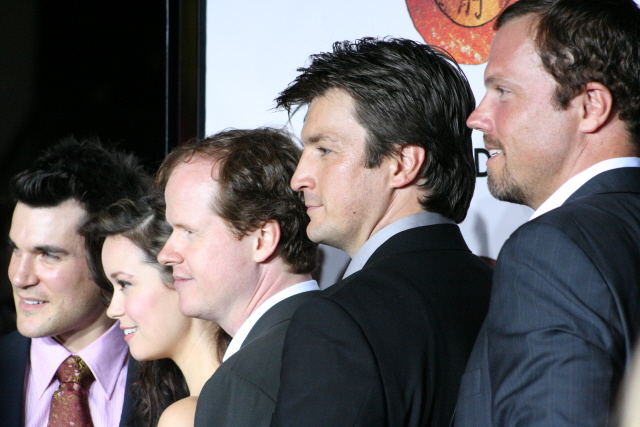
Sean Maher, Summer Glau, Joss Whedon, Nathan Fillion e Adam Baldwin all'anteprima del film.

Nonostante le critiche generalmente positive e i buoni incassi al botteghino durante il primo fine settimana (oltre 10 milioni di dollari), al cinema il film ha ricavato meno delle aspettative, circa 39 milioni di dollari in totale, grossomodo pari ai costi di produzione, guadagnando solo con la vendita del DVD.
Per spingere la casa di produzione (la Universal) a considerare l'idea di un sequel, i fan di Firefly si sono mobilitati organizzando una campagna di acquisto del DVD il 23 giugno 2006, compleanno di Joss Whedon, che in questo giorno ha raggiunto il secondo posto della classifica di Amazon.com. In seguito il DVD USA è rimasto per parecchie settimane al primo posto nelle vendite di Amazon. Ad aumentare le vendite del DVD hanno inoltre contribuito i numerosi premi di settore che sono stati assegnati al film.

## Riconoscimenti
Serenity ha vinto i premi come film dell'anno del Film 2005 e FilmFocus. Ha vinto inoltre i premi di IGN Film come miglior film di fantascienza, migliore storia e migliore trailer, concorrendo anche per il miglior film. Ha vinto inoltre il Premio Nebula per la migliore sceneggiatura nel 2005, la settima edizione dei "User Tomato Awards" come miglior film di fantascienza del 2005 di Rotten Tomatoes, il premio "viewers choice" 2006 degli Spacey Award per il film preferito, il premio Hugo 2006 per la miglior presentazione drammatica in forma lunga e il premio speciale Prometheus 2006.
Nel marzo 2007 un sondaggio online del sito della rivista britannica SFX ha inaspettatamente collocato Serenity come migliore film di fantascienza della storia, davanti a titoli decisamente più blasonati quali Guerre stellari, Blade Runner o 2001: Odissea nello spazio. Pur non avendo il sondaggio alcun valore statistico, la notizia ha suscitato un certo clamore, conquistando spazio su alcuni dei più importanti quotidiani internazionali e, di conseguenza, proiettando verso l'alto le vendite del DVD del film.